# モハメド・アブ
モハメド・アブ（Mohammed Abu、1991年11月14日 - ）は、ガーナ出身の元同国代表サッカー選手。現役時代のポジションはMF。

## クラブ経歴
2010年8月31日、イングランド・プレミアリーグのマンチェスター・シティFCと契約を結んだ。直後にノルウェーのストレームスゴトセトIFにレンタル移籍し、プロデビュー。
2012年1月、2. ブンデスリーガのアイントラハト・フランクフルトにレンタル移籍。
3月末、フランクフルトで出場機会がなかったことからレンタルを打ち切り、ストレームスゴトセトIFに再びレンタル移籍。
2012年8月、ラージョ・バジェカーノにレンタル移籍。
2013年2月1日、FCロリアンにレンタル移籍。
2013年9月2日、デンマーク・スーペルリーガのオーフスGFにレンタル移籍。
2014年2月21日、古巣ストレームスゴトセトIFに完全移籍で再加入。
2017年1月、メジャーリーグサッカーのコロンバス・クルーに移籍。
2018年8月10日、ヴォレレンガ・フォトバルにレンタル移籍。10月4日、ヴォレレンガに完全移籍。
2020年3月、買取オプション付きのレンタルでD.C. ユナイテッドに加入。
2021年7月19日、サンアントニオFCに移籍。
2024年3月29日、現役引退を表明した。

## 代表歴
2011年10月8日に開催されたアフリカネイションズカップ2012予選のスーダン代表戦で、75分にデレク・ボアテングとの交代でピッチに立ちガーナ代表としてのデビューを果たした。 3日後、ナイジェリア代表との親善試合で初スタメン。54分までプレーし、試合はスコアレスドローに終わった。
2012年1月11日、アフリカネイションズカップ2012登録メンバー23人の一人に選ばれた。同大会ではグループステージ第3戦のマリ代表戦に出場した。